# Ockrastjärtad kolibri
Ockrastjärtad kolibri (Boissonneaua flavescens) är en fågel i familjen kolibrier.

## Utseende
Ockrastjärtad kolibri är en medelstor kolibri. Den är mestadels mörkgrön med tydligt beigefärgade vingundersidor och likaså mestadels beigefärgad stjärt. Näbben är rätt kort och rak. 

## Underarter
Arten förekommer i Anderna från Colombia och Venezuela in i nordvästra Ecuador. Fågeln delas in i två underarter med följande utbredning:
- Boissonneaua flavescens flavescens – förekommer i Anderna i Colombia och västra Venezuela (Merida)
- Boissonneaua flavescens tinochlora – förekommer i Anderna i sydvästra Colombia och angränsande delar av nordvästra Ecuador

## Levnadssätt
Ockrastjärtad kolibri hittas i molnskogar, mestadels från 1500 till 2400 meters höjd. Den födosöker vanligen i trädens mellersta och övre skikt. Den besöker också kolibrimatare som den aggressivt försvarar mot andra kolibrier.

## Status
Arten har ett stort utbredningsområde och internationella naturvårdsunionen IUCN kategoriserar arten som livskraftig. Beståndsutvecklingen är dock oklar.

## Namn
Fågelns vetenskapliga släktesnamn hedrar Auguste Boissonneau (1802-1883), fransk ornitolog och handlare i vetenskapliga specimen.

## Bilder

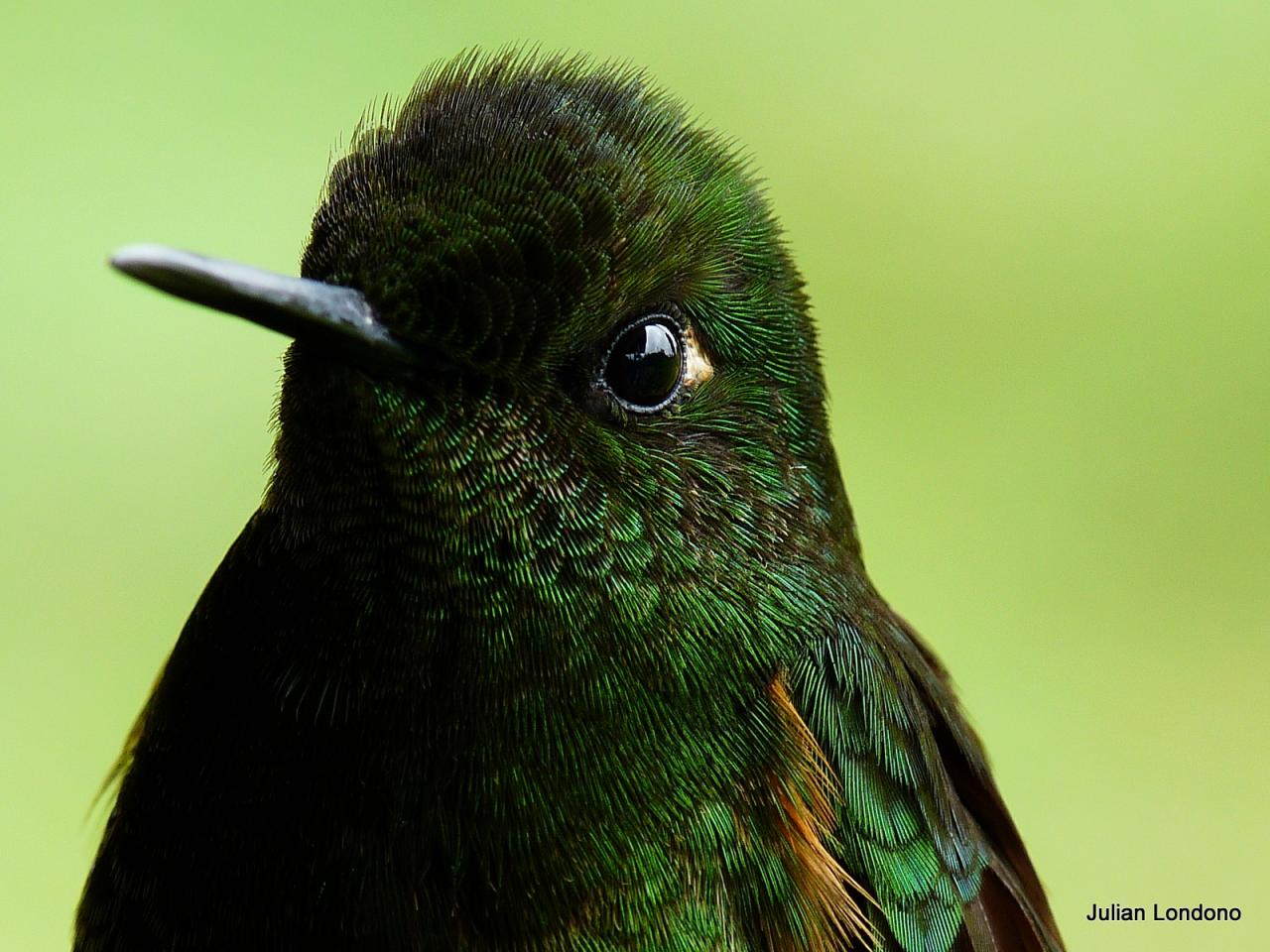
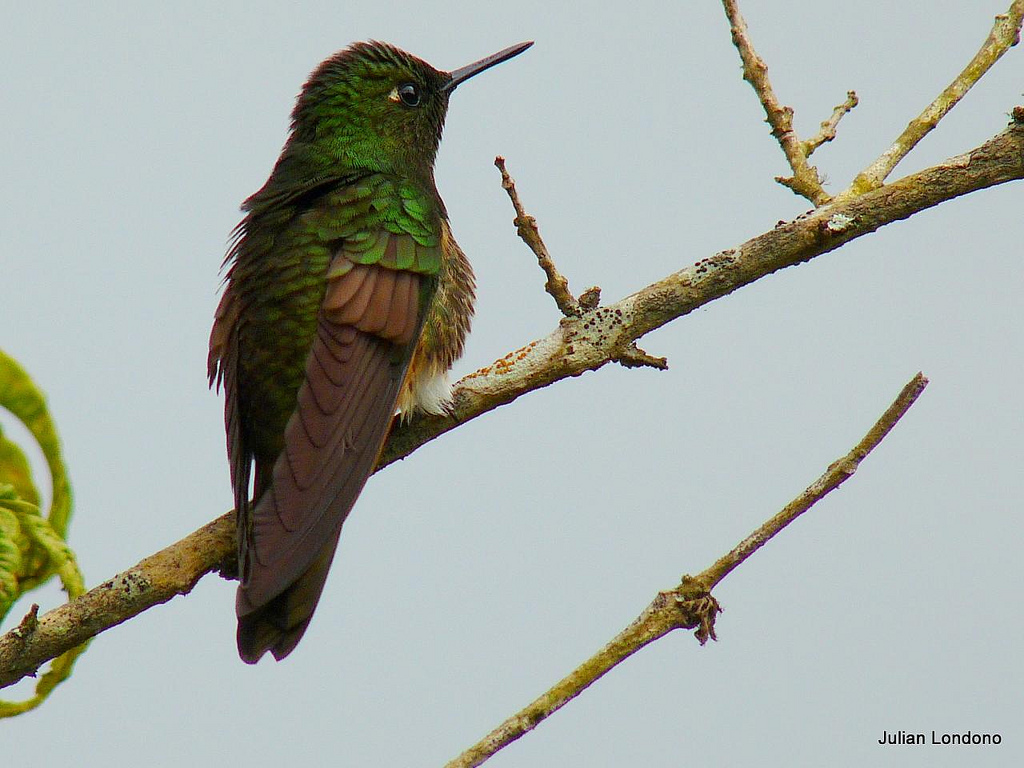
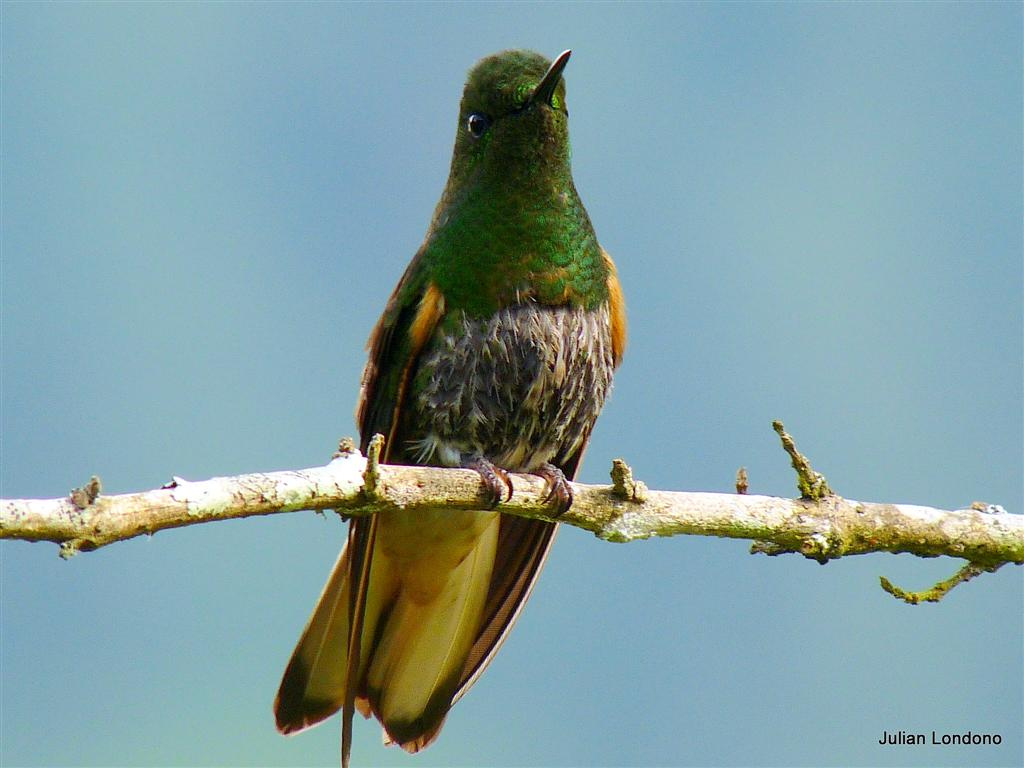
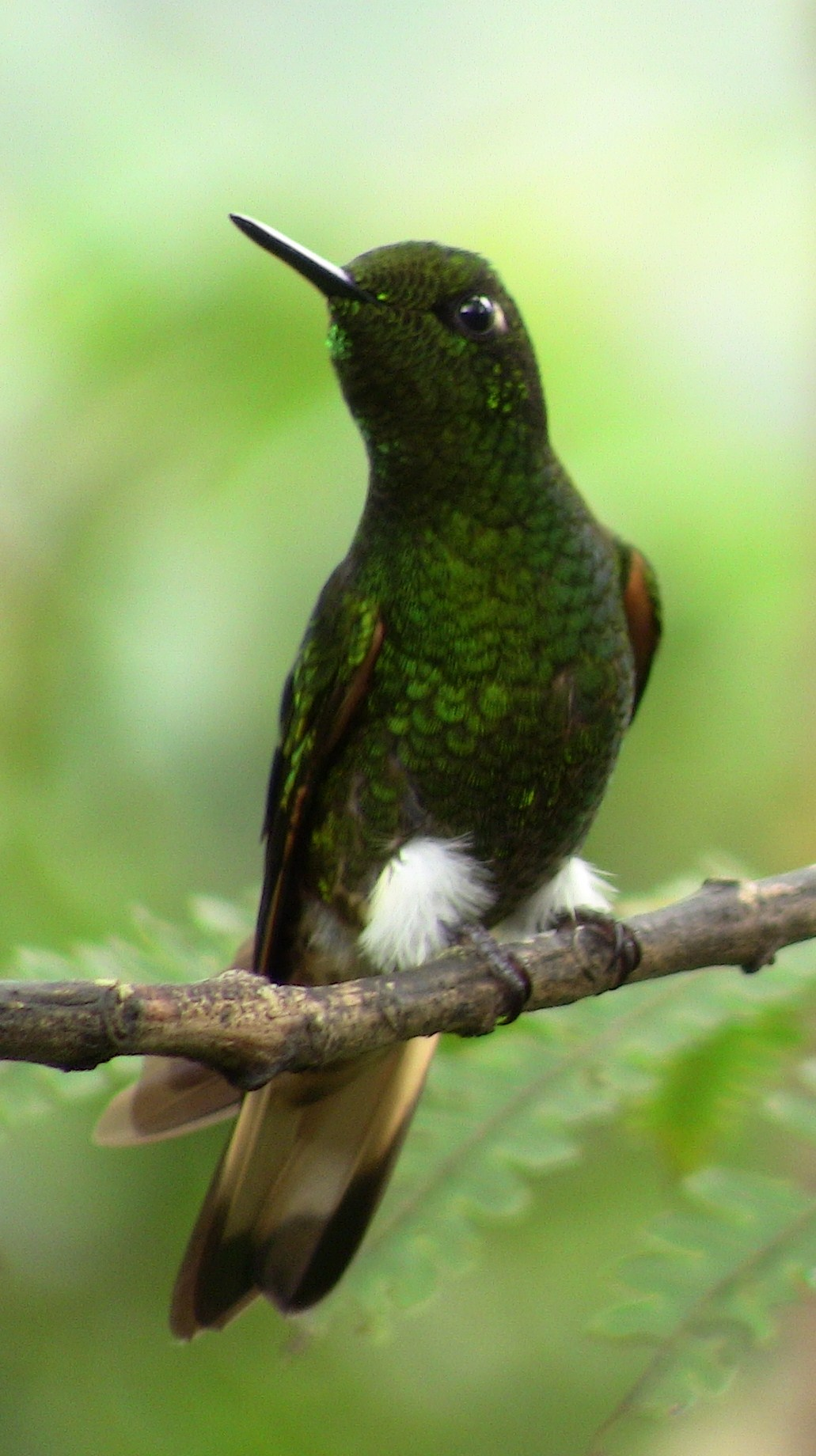